# Schizzi caucasici
Gli Schizzi caucasici sono una serie di 8 pezzi per orchestra composti da Michail Ippolitov-Ivanov, pubblicati in due suite rispettivamente nel 1894 e nel 1896.
Evidente l'influenza dei canti popolari georgiani, che Ippolitov-Ivanov aveva apprezzato nel periodo trascorso alla guida del Conservatorio di Tbilisi e dell'orchestra cittadina. Anche nei titoli dei brani è evidente il richiamo ai paesaggi e alle tradizioni del Caucaso. Nell'orchestrazione è evidente l'influenza di Nikolai Rimsky-Korsakov, che era stato insegnante di Ippolitov-Ivanov a Leningrado.
Sono tra i brani di Ippolitov-Ivanov attualmente più eseguiti, in particolar modo "La processione del Sardar" eseguito spesso anche come pezzo a sé stante.

## Suite n. 1, op. 10
La composizione si articola in 4 movimenti:
1. Su un passo di montagna
2. In un villaggio
3. In una moschea
4. La processione del Sardar

## Suite n. 2, op. 42 (Iveria)
Anche la seconda suite è composta da 4 brani:
1. Introduzione: Lamento della Principessa Ketevana
2. Berceuse
3. Lesghinka
4. Marcia georgiana

Scritta dopo il trasferimento a Mosca, a differenza della prima suite prevede anche una breve introduzione. La suite è conosciuta anche con il sottotitolo di Iveria, dal nome con cui gli Antichi greci e romani si riferivano al Regno di Iberia, situato in Cartalia (un'area dell'odierna Georgia).